# Lellingeria brevistipes
Lellingeria brevistipes är en stensöteväxtart som först beskrevs av Georg Heinrich Mettenius och Oskar Kuhn, och fick sitt nu gällande namn av Alan Reid Smith och R. C. Moran. Lellingeria brevistipes ingår i släktet Lellingeria och familjen Polypodiaceae. Inga underarter finns listade.